# Yuhui Choe
Yuhui Choe (en coréen : 최유희, 崔由姫 ; née en 1984 à Fukuoka, au Japon) est une ballerine coréenne, première soliste au Royal Ballet.

## Jeunesse
Yuhui Choe commence la danse classique à l'âge de cinq ans. Âgée de 14 ans, elle quitte sa famille et s'installe à Paris pour s'entraîner avec Daini Kudo et plus tard Dominique Khalfouni. Elle explique son choix par son admiration pour la ballerine parisienne  Élisabeth Platel.

## Carrière
En 2002, Yuhui Choe remporte le premier prix et le prix de danse contemporaine au Prix de Lausanne. Elle intègre alors le Royal Ballet avec le grade d'apprentie ; elle obtient celui d'artiste l'année suivante. En 2004, elle danse son premier rôle solo, celui de la princesse Florine dans La Belle au bois dormant. En 2006, elle est nommée première artiste, en 2008, première soliste. Deux de ses premiers rôles en tant que première soliste sont Nikiya dans La Bayadère et la fée Dragée dans Casse-Noisette, et c'est l'une des six femmes choisies pour créer des rôles dans Infra de Wayne McGregor. Elle danse également des rôles dans The Two Pigeons, Don Quichotte et Elite Syncopation. Choe travaille fréquemment avec Jonathan Watkins,.
En 2009, The Guardian choisit Yuhui Choe comme danseuse sur sa liste des étoiles montantes à regarder, citant la danseuse anglaise Lauren Cuthberston : « Je ne peux pas la quitter des yeux. Elle rayonne de joie au sens le plus pur ».
En 2014, Yuhui Choe doit remplacer Natalia Osipova, blessée, dans un bref délai en tant que princesse Aurore, ses débuts dans le rôle principal de Sleeping Beauty. L'apparition d'Osipova était attendue avec impatience. The Guardian  note que Yuhui Choe « semblait radieusement imperturbable face au défi » et que « Choe devrait être promue principale danseuse dès maintenant »

## Répertoire
Le répertoire de Choe avec le Royal Ballet comprend le rôle titre dans Cendrillon, celui d'Alice dans Alice au pays des merveilles, d'Aurore dans la Belle au Bois Dormant

## Récompenses
- 2000 : Concours international de danse de Paris : argent
- 2002 : Prix de Lausanne : premier prix et prix de danse contemporaine
- 2008 : Critics' Circle National Dance Award : meilleure artiste féminine (classique)
- 2016 : Asian Women of Achievement Awards (Arts and Culture) : nommée

## Vie privée
Yuhui Choe est mariée à Nehemiah Kish, ancien danseur principal du Royal Ballet.